# Atletismo nos Jogos Olímpicos de Verão de 2008 - Salto triplo feminino
A competição de  salto triplo feminino nos Jogos Olímpicos de Verão de 2008, realizou-se nos dias 15 e 17 de agosto no Estádio Nacional de Pequim.
Originalmente a grega Hrysopiyi Devetzi obteve a medalha de bronze, mas foi desclassificada em 17 de novembro de 2016 após a reanálise de seu exame antidoping acusar o uso da substância proibida estanozolol. Em 25 de janeiro de 2017 a russa Tatyana Lebedeva, então medalhista de prata, foi igualmente desclassificada após ser punida pelo uso da substância turinabol. As medalhas foram realocadas a cazaque Olga Rypakova para a prata e a cubana Yargelis Savigne para o bronze.

## Medalhistas
| Ouro   | CMR Françoise Mbango Etone |
| Prata  | KAZ Olga Rypakova          |
| Bronze | CUB Yargelis Savigne       |

## Recordes
Antes desta competição, os recordes mundiais e olímpicos da prova eram os seguintes:
| Tipo | Atleta         | Distância | Local    | Data                 |
| ---- | -------------- | --------- | -------- | -------------------- |
|      | Inessa Kravets | 15,50 m   | Göteborg | 10 de agosto de 1995 |
|      | Inessa Kravets | 15,33 m   | Atlanta  | 31 de julho de 1996  |

## Resultados

### Qualificatória
| Pos | Nome | Nacionalidade          | 1                   | 2            | 3            | 4            | 5     | 6     |
| --- | ---- | ---------------------- | ------------------- | ------------ | ------------ | ------------ | ----- | ----- |
| 1   | A    | Yargelis Savigne       | CUB Cuba            | 14.37 (+0.3) | 14.99 (-0.3) |              | 14.99 | Q     |
| 2   | B    | Hrysopiyi Devetzi      | GRE Grécia          | 14.92 (+0.1) |              |              | 14.92 | Q     |
| 3   | A    | Viktoriya Gurova       | RUS Rússia          | 14.44 (-0.8) | 14.78 (+0.3) |              | 14.78 | Q     |
| 4   | A    | Olga Rypakova          | KAZ Cazaquistão     | 14.64 (0.0)  |              |              | 14.64 | Q, SB |
| 5   | B    | Tatyana Lebedeva       | RUS Rússia          | 14.55 (0.0)  |              |              | 14.55 | Q     |
| 6   | B    | Francoise Mbango Etone | CMR Camarões        | 14.50 (0.0)  |              |              | 14.50 | Q     |
| 7   | B    | Olga Saladukha         | UKR Ucrânia         | 14.46 (-0.3) |              |              | 14.46 | Q     |
| 8   | A    | Anna Pyatykh           | RUS Rússia          | x            | 14.45 (0.0)  |              | 14.45 | Q     |
| 9   | A    | Marija Šestak          | SLO Eslovênia       | x            | 14.44 (-0.5) | x            | 14.44 | q     |
| 10  | B    | Xie Limei              | CHN China           | 13.38 (0.0)  | 14.27 (0.0)  | 14.01 (0.0)  | 14.27 | q     |
| 11  | B    | Kaire Leibak           | EST Estônia         | 14.19 (0.0)  | 14.07 (0.0)  | x            | 14.19 | q     |
| 12  | B    | Trecia Smith           | JAM Jamaica         | 14.18 (+0.3) | x            | x            | 14.18 | q, SB |
| 13  | A    | Biljana Topić          | SRB Sérvia          | x            | 14.11 (-0.3) | 14.14 (-0.2) | 14.14 |       |
| 14  | A    | Teresa Nzola Meso Ba   | FRA França          | 14.11 (0.0)  | 14.11 (+0.2) | 13.98 (-0.2) | 14.11 |       |
| 15  | A    | Mabel Gay              | CUB Cuba            | x            | x            | 14.09 (+0.4) | 14.09 |       |
| 16  | A    | Carlota Castrejana     | ESP Espanha         | 14.02 (+0.3) | x            | x            | 14.02 |       |
| 17  | A    | Svitlana Mamieieva     | UKR Ucrânia         | 13.73 (-0.3) | 13.89 (-0.6) | 14.01 (+0.2) | 14.01 |       |
| 18  | A    | Magdelín Martínez      | ITA Itália          | x            | 14.00 (-0.1) | 13.77 (+0.2) | 14.00 |       |
| 19  | B    | Adelina Gavrilă        | ROU Romênia         | 13.98 (0.0)  | 13.71 (0.0)  | 13.55 (0.0)  | 13.98 |       |
| 20  | A    | Carolina Klüft         | SWE Suécia          | 13.60 (+0.6) | x            | 13.97 (+0.2) | 13.97 |       |
| 21  | B    | Yarianna Martínez      | CUB Cuba            | 13.76 (0.0)  | 13.96 (0.0)  | 13.83 (0.0)  | 13.96 |       |
| 22  | B    | Baya Rahouli           | ALG Argélia         | 13.80 (+0.6) | 13.57 (0.0)  | 13.87 (0.0)  | 13.87 |       |
| 23  | B    | Gisele de Oliveira     | BRA Brasil          | x            | 13.81 (0.0)  | x            | 13.81 |       |
| 24  | B    | Liliya Kulyk           | UKR Ucrânia         | 13.53 (-0.5) | 13.66 (0.0)  | 13.39 (0.0)  | 13.66 |       |
| 25  | A    | Gita Dodova            | BUL Bulgária        | x            | 13.47 (-0.8) | 13.53 (+1.7) | 13.53 |       |
| 26  | A    | Erica McLain           | USA Estados Unidos  | x            | 13.52 (-0.6) | -            | 13.52 |       |
| 27  | A    | Yelena Parfyonova      | KAZ Cazaquistão     | 13.46 (+0.5) | x            | 13.38 (-0.8) | 13.46 |       |
| 28  | B    | Shani Marks            | USA Estados Unidos  | 13.20 (0.0)  | 13.44 (0.0)  | x            | 13.44 |       |
| 29  | B    | Anastasiya Juravleva   | UZB Uzbequistão     | 13.36 (+0.1) | x            | x            | 13.36 |       |
| 30  | A    | Chinonye Ohadugha      | NGR Nigéria         | 12.92 (-0.6) | 12.86 (-0.7) | 13.29 (+0.1) | 13.29 |       |
| 31  | A    | Kseniya Pryiemka       | BLR Bielorrússia    | 13.08 (-0.3) | 12.79 (0.0)  | x            | 13.08 |       |
| 32  | A    | Irina Litvinenko       | KAZ Cazaquistão     | x            | 12.92 (0.0)  | 12.91 (0.0)  | 12.92 |       |
| –   | B    | Yamilé Aldama          | SUD Sudão           | x            | x            | x            | NM    |       |
| –   | A    | Athanasia Perra        | GRE Grécia          | x            | x            | x            | NM    |       |
| –   | B    | Martina Šestáková      | CZE República Checa | x            | x            | x            | NM    |       |
| –   | B    | Dana Velďáková         | SVK Eslováquia      | x            | x            | x            | NM    |       |

### Final
A final foi realizada no dia 17 de Agosto.
| Pos               | Nome                   | Nacionalidade   | 1     | 2     | 3     | 4     | 5     | 6     | Resultados | Notas |
| ----------------- | ---------------------- | --------------- | ----- | ----- | ----- | ----- | ----- | ----- | ---------- | ----- |
| Medalha de ouro   | Françoise Mbango Etone | CMR Camarões    | 15.19 | 15.39 | x     | 14.82 | x     | 14.88 | 15.39      | OR    |
| Medalha de prata  | Olga Rypakova          | KAZ Cazaquistão | x     | 14.83 | 14.93 | 15.03 | 15.11 | x     | 15.11      | AR    |
| Medalha de bronze | Yargelis Savigne       | CUB Cuba        | x     | 14.87 | 14.77 | 15.05 | x     | 14.91 | 15.05      |       |
| 4                 | Marija Šestak          | SLO Eslovênia   | 15.03 | 14.65 | x     | 14.46 | 14.47 | 14.75 | 15.03      | NR    |
| 5                 | Viktoriya Gurova       | RUS Rússia      | 14.38 | 14.04 | 14.77 | x     | 14.65 | x     | 14.77      |       |
| 6                 | Anna Pyatykh           | RUS Rússia      | 14.67 | 14.73 | 14.57 | x     | 14.67 | 14.28 | 14.73      |       |
| 7                 | Olha Saladuha          | UKR Ucrânia     | 12.78 | 14.70 | 11.29 |       |       |       | 14.70      |       |
| 8                 | Kaire Leibak           | EST Estônia     | 12.19 | 14.13 | x     |       |       |       | 14.13      |       |
| 9                 | Trecia Smith           | JAM Jamaica     | 14.12 | 13.75 | x     |       |       |       | 14.12      |       |
| 10                | Limei Xie              | CHN China       | 14.09 | 13.94 | 13.67 |       |       |       | 14.09      |       |
| DSQ               | Tatyana Lebedeva       | RUS Rússia      | 15.00 | 15.17 | 15.32 | 14.40 | x     | x     | 15.32      |       |
| DSQ               | Hrysopiyi Devetzi      | GRE Grécia      | 14.96 | 15.23 | x     | x     | x     | x     | 15.23      |       |

Legenda
| Recorde mundial      | Recorde mundial (World record)               |                       | Recorde africano                      | Recorde africano (African) |                                           | Q | Classificado por posição (Qualified) |
| Recorde olímpico     | Recorde olímpico (Olympic record)            | Recorde da América    | Recorde da América (Americas)         | q                          | Classificado por melhor tempo (Qualified) |   |                                      |
| Melhor marca do ano  | Melhor marca do ano (World leading)          | Recorde asiático      | Recorde asiático (Asian)              | DNS                        | Não largou (Did not start)                |   |                                      |
| Recorde nacional     | Recorde nacional (National record)           | Recorde europeu       | Recorde europeu (European)            | DNF                        | Não terminou (Did not finish)             |   |                                      |
| Recorde pessoal      | Recorde pessoal do atleta (Personal best)    | Recorde da Oceania    | Recorde da Oceania (Oceania)          | DSQ / DQ                   | Desclassificado (Disqualified)            |   |                                      |
| Recorde da temporada | Recorde da temporada do atleta (Season best) | Recorde sul-americano | Recorde sul-americano (South America) | NM                         | Sem marca (No mark)                       |   |                                      |